# Gavina de Hartlaub
La gavina de Hartlaub (Chroicocephalus hartlaubii) és una espècie d'ocell de la família dels làrids (Laridae) que habita aigües fredes de la costa i illes properes del sud-oest d'Àfrica, des del sud-est de Namíbia fins al sud-oest de Sud-àfrica.